# Martin Alexander Becker
Martin Alexander Becker (* 20. September 1987 in Radevormwald) ist ein deutscher Schachspieler.
In seiner Jugend spielte Martin Alexander Becker für den Radevormwalder SV 1925 und später für die SG Bochum 31. Mit Bochum wurde er 2003 in Ditzingen deutscher Mannschaftsmeister U20. Im Jahr 2005 wechselte er zur Schachgesellschaft Solingen, für die er in der 2. Bundesliga West spielt und sowohl in der Saison 2006/07 als auch in der Saison 2007/08 auch je einen Einsatz in der deutschen Schachbundesliga hatte. In Belgien spielte er von 2006 bis 2009 für den KSK 47 Eynatten, bei dem er von 2015 bis 2017 erneut aktiv war und dabei 2017 belgischer Mannschaftsmeister wurde, in Frankreich spielte er für Vandoeuvre-Echecs.

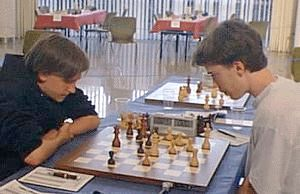
Martin Alexander Becker und Georg Meier, 2003 in Willingen.

2001 gewann er in Bergneustadt die nordrhein-westfälische U14-Einzelmeisterschaft, bei der anschließenden deutschen U14-Meisterschaft in Willingen (Upland) wurde er Dritter. Ebenfalls Dritter wurde er bei der U16-Meisterschaft in Willingen 2003. Im selben Jahr gewann er als 15-Jähriger die offene Meisterschaft von Arnhem. Trainiert wurde er damals von Martin Senff.
Er trägt den Titel Internationaler Meister. Die Normen hierfür erzielte er schon im Juni 2005 beim 1. IM-Turnier von Absam, im Februar 2006 in der A-Gruppe des Festivals in Meurthe und im Oktober desselben Jahres beim 22. European Club Cup in Fügen (Tirol), an dem er am sechsten Brett spielend mit Solingen teilnahm. Eine weitere IM-Norm erzielte er in der Saison 2008/09 der deutschen 2. Bundesliga West. Da er jedoch die Elo-Grenze von 2400 vor September 2009 noch nicht überschritten hatte, erhielt er den IM-Titel erst beim 80. FIDE-Kongress im Oktober 2009. Seine Elo-Zahl beträgt 2373 (Stand: Juni 2022), die bisher höchste Elo-Zahl Martin Alexander Beckers war 2410 von November 2009 bis April 2010.